# Anouar Hadouir
Anouar Hadouir est un footballeur néerlando-marocain, né le 14 septembre 1982 à Bois-le-Duc aux Pays-Bas. Il évolue comme milieu offensif au CHC Den Bosch.

## Palmarès
Avec  Willem II Tilburg :
- Coupe des Pays-Bas
  - Finaliste : 2005

Avec  Roda JC :
- Coupe des Pays-Bas
  - Finaliste : 2008